# 格拉夫拉特
格拉夫拉特（德語：Grafrath，發音：[ˈɡʁaːfʁaːt]）是德国巴伐利亚州上巴伐利亚行政区菲斯滕费尔德布鲁克县的市镇，面积14.43平方千米，2023年12月31日人口为4,052人。